# Moose (Hund)
Moose (* 24. Dezember 1990 in Weirsdale, Florida; † 22. Juni 2006 in Los Angeles, Kalifornien) war ein Jack Russell Terrier, bekannt durch die US-Serie Frasier.
Moose wechselte wegen seines schwierigen Charakters als junger Hund häufig den Besitzer, bis er von Kathy Morrison, einer Tiertrainerin der Universal Studios, aufgenommen wurde. Nach Auftritten bei „Animal Actors’ Showcase“ zog er nach Hollywood um und wurde für die Rolle des Serienhundes Eddie in der Sitcom Frasier gecastet. Die erfolgreiche Serie wurde elf Jahre (und ebenso viele Staffeln) lang produziert; Moose wurde gelegentlich durch seinen Sohn Enzo vertreten und ab 2002 ganz durch ihn ersetzt. Insgesamt spielte er in 192 Episoden mit.
Des Weiteren spielte er im Film Mein Hund Skip mit, wurde durch seine Popularität zum Werbestar (z. B. für Super Bowl Bretzeln) und zierte das Titelblatt mehrerer US-Magazine (u. a. Entertainment Weekly). Er wurde zum beliebten Gast in US-Talkshows, so z. B. Jay Lenos Tonight Show und David Lettermans Late Nite.
Im Januar 2000 veröffentlichte Moose „mit Hilfe“ des Drehbuchautors Brian Hargrove seine Autobiografie My Life as a Dog.
Er lebte zusammen mit Sohn Enzo in Los Angeles bei seiner Trainerin Mathilde DeCagny Halberg.
Dort starb er am 22. Juni 2006 an Altersschwäche.